# Conrad Phillips
Conrad Phillips, pseudonimo di Philip Conrad Havord (Londra, 13 aprile 1925 – Chippenham, 13 gennaio 2016), è stato un attore inglese.

## Biografia
Prima di affermarsi nel West End, lavorò nel teatro di repertorio. È noto soprattutto per il ruolo di Guglielmo Tell nella serie televisiva Le avventure di Guglielmo Tell (1958-1959). Interpretò poi anche il ruolo di Stefan, il mentore di Guglielmo Tell, nella serie Le nuove avventure di Guglielmo Tell (1987-1989). Per gran parte degli anni sessanta e settanta, lavorò sia in teatro che in televisione.

## Filmografia

### Cinema
- A Song for Tomorrow, regia di Terence Fisher (1948)
- The Temptress, regia di Oswald Mitchell (1949)
- Lilli Marlene, regia di Arthur Crabtree (1951)
- It Started in Paradise, regia di Compton Bennett  (1952)
- Esca per uomini (The Last Page), regia di Terence Fisher (1952)
- Mantrap, regia di Terence Fisher (1953)
- Zarak Khan (Zarak), regia di Terence Young (1956)
- La battaglia di Rio della Plata (The Battle of the River Plate), regia di Michael Powell ed Emeric Pressburger (1956)
- Circus Friends, regia di Gerald Thomas (1956)
- L'ultimo uomo da impiccare (The Last Man to Hang?), regia di Terence Fisher (1956)
- The Secret Tent, regia di Don Chaffey (1956)
- Strangers' Meeting, regia di Robert Day (1957)
- A Question of Adultery, regia di Don Chaffey (1958)
- Witness in the Dark, regia di Wolf Rilla (1959)
- The Desperate Man, regia di Peter Maxwell (1959)
- The White Trap, regia di Sidney Hayers (1959)
- Figli e amanti (Sons and Lovers), regia di Jack Cardiff (1960)
- Il circo degli orrori (Circus of Horrors), regia di Sidney Hayers (1960)
- L'ombra del gatto (The Shadow of the Cat), regia di John Gilling (1961)
- Il complice segreto (The Secret Partner), regia di Basil Dearden (1961)
- Eri tu l'amore (No Love for Johnnie), regia di Ralph Thomas (1961)
- The Fourth Square, regia di Allan Davis (1961)
- Assassinio sul treno (Murder She Said), regia di George Pollock (1961)
- Don't Talk to Strange Men, regia di Pat Jackson (1962)
- Dead Man's Evidence, regia di Francis Searle (1962)
- The Durant Affair, regia di Godfrey Grayson (1962)
- A Guy Called Caesar, regia di Frank Marshall (1962)
- The Switch, regia di Peter Maxwell (1963)
- Lassù qualcuno mi attende (Heavens Above!), regia di John Boulting e Roy Boulting (1963)
- Impact, regia di Peter Maxwell (1963)
- Stopover Forever, regia di Frederic Goode (1964)
- The Murder Game, regia di Sidney Salkow (1965)
- Dateline Diamonds, regia di Jeremy Summers (1965)
- Who Killed the Cat?, regia di Montgomery Tully (1966)
- The Ghost of Monk's Island, regia di Jan Darnley-Smith e  Jeremy Summers (1967)
- The Adventures of William Tell, regia di George Mihalka (1989)

### Televisione
- BBC Sunday-Night Theatre – serie TV, 1 episodio (1953)
- Douglas Fairbanks, Jr., Presents – serie TV, 1 episodio (1954)
- The Vise – serie TV, 2 episodi (1955)
- Assignment Foreign Legion – serie TV, episodio 1x09 (1956)
- The Errol Flynn Theatre – serie TV, episodio 1x17 (1956)
- Il conte di Montecristo (The Count of Monte Cristo) – serie TV, 3 episodi (1956)
- The Adventures of the Scarlet Pimpernel – serie TV, episodio 1x17 (1956)
- Lilli Palmer Theatre – serie TV, 1 episodio (1956)
- Fabian of the Yard – serie TV, 1 episodio (1956)
- The New Adventures of Charlie Chan – serie TV, 2 episodi (1957-1958)
- Five Names for Johnny – serie TV, 4 episodi (1957)
- The Gay Cavalier – serie TV, 1 episodio (1957)
- The Buccaneers – serie TV, 1 episodio (1957)
- Robin Hood (The Adventures of Robin Hood) – serie TV, episodio 2x18 (1957)
- Adventures of a Jungle Boy – serie TV, 1 episodio (1957)
- Le avventure di Guglielmo Tell (The Adventures of William Tell) – serie TV, 39 episodi (1958-1959)
- White Hunter – serie TV, 1 episodio (1958)
- African Patrol – serie TV, 1 episodio (1958)
- O.S.S. – serie TV, 1 episodio (1958)
- L'uomo invisibile (The Invisible Man) – serie TV, 1 episodio (1959)
- Alice Through the Looking Box – film TV (1960)
- The Interrogator, regia di Troy Kennedy-Martin  – film TV (1961)
- Kraft Mystery Theater – serie TV, 3 episodi (1961)
- The Pursuers – serie TV, 1 episodio (1961)
- I gialli di Edgar Wallace (The Edgar Wallace Mystery Theatre) – serie TV, episodio 2x01 (1961)
- Riccardo Cuor di Leone (Richard the Lionheart) – serie TV, 4 episodi (1962-1963)
- Silent Evidence – serie TV, 6 episodi (1962)
- ITV Play of the Week – serie TV, 1 episodio (1964)
- Il Santo (The Saint) – serie TV, 1 episodio (1964)
- Agente speciale (The Avengers) – serie TV, 1 episodio (1965)
- The Newcomers – serie TV, 1 episodio (1965)
- A Game of Murder – serie TV, 6 episodi (1966)
- Il prigioniero (The Prisoner) – serie TV, 1 episodio (1967)
- The Queen's Traitor – serie TV, 1 episodio (1967)
- Callan – serie TV, 1 episodio (1969)
- The Borderers – serie TV, 1 episodio (1969)
- UFO – serie TV, 1 episodio (1971)
- Brett – serie TV, 1 episodio (1971)
- Man Who Was Hunting Himself – miniserie TV (1972)
- Marked Personal – serie TV, 1 episodio (1973)
- Heidi – miniserie TV (1974)
- Whodunnit? – serie TV, 1 episodio (1974)
- The Capone Investment – serie TV, 1 episodio (1974)
- Crown Court – serie TV, 1 episodio (1974)
- Fawlty Towers – serie TV, 1 episodio (1975)
- My Son Reuben – serie TV, 1 episodio (1975)
- Sutherland's Law – serie TV, 1 episodio (1975)
- It's Childsplay – serie TV, 1 episodio (1976)
- Life and Death of Penelope – serie TV, 1 episodio (1976)
- The Eagle of the Ninth – serie TV, 1 episodio (1977)
- Hammer House of Horror – serie TV, 1 episodio (1980)
- Into the Labyrinth – serie TV, 3 episodi (1981-1982)
- Valle di luna (Emmerdale Farm) – serie TV, 1 episodio (1981-1986)
- Cribb – serie TV, 1 episodio (1981)
- The Gaffer – serie TV, 1 episodio (1981)
- Jangles – serie TV, 1 episodio (1982)
- Robin Hood (Robin of Sherwood) – serie TV, 1 episodio (1984)
- Murder Not Proven? – serie TV, 1 episodio (1984)
- The Hello Goodbye Man – serie TV, 1 episodio (1984)
- Le avventure di Sherlock Holmes (The Adventures of Sherlock Holmes) – serie TV, 1 episodio (1986)
- Le nuove avventure di Guglielmo Tell (Crossbow) – serie TV, 3 episodi (1987-1988)
- Sorry! – serie TV, 1 episodio (1988)
- Howards' Way – serie TV, 1 episodio (1988)
- Hannay – serie TV, 1 episodio (1989)
- The Dark Angel – serie TV, 2 episodi (1989)
- Nemici amici (Never the Twain) – serie TV, 1 episodio (1991)